# Coccobius indefinitus
Coccobius indefinitus är en stekelart som först beskrevs av Yasnosh och Svetlana N. Myartseva 1972.  Coccobius indefinitus ingår i släktet Coccobius och familjen växtlussteklar. Inga underarter finns listade i Catalogue of Life.